# Campeonato Sudamericano de Voleibol Femenino de 1983
La XV edición del Campeonato Sudamericano de Voleibol Femenino fue realizado en 1983 en la ciudad de São Paulo, al sur de Brasil.

## Campeón
| Perú           |
| Campeón        |
| PERÚ 8º título |

## Clasificación final
| Pos | Equipo    |
| --- | --------- |
| 1   | Perú      |
| 2   | Brasil    |
| 3   | Argentina |
| 4   | Venezuela |
| 5   | Colombia  |
| 6   | Paraguay  |

| Predecesor: Brasil 1981 | Campeonato Sudamericano de Voleibol Femenino XV edición | Sucesor: Venezuela 1985 |

- Datos: Q946085